# Ярославская улица (Киев)
Яросла́вская улица — улица в Подольском районе города Киева. Пролегает от Ярославского переулка до Набережно-Крещатицкой улицы. К улице Ярославской примыкают Житнеторжская площадь и улицы Кирилловская, Константиновская, Межигорская, Волошская и Почайнинская.

## История
Улица известна с XVII века под названием Бескупская, от местности Бескупщина. Проложена заново после пожара на Подоле 1811 года. В 1838 году получила современное название в честь князя Ярослава Мудрого. В 1920-х годах носила имя еврейского писателя Менделе Мойхер-Сфорима.

## Застройка
По городскому расписанию Ярославская улица принадлежала частично ко 2-му, частично к 4-му разряду. Пользовалась особой популярностью у местной иудейской общественности, так как была ближайшей к центру улицей Плоской полицейской части, где во времена «границы оседлости» наибольшее количество евреев имело право на постоянное проживание. Поэтому на улице возникло большое количество иудейских молитвенных мест, школ, приютов и т. д.
Вдоль Ярославской улицы в значительной мере сохранилась застройка XIX — начала XX ст. Здание № 40 было возведено в 1910 году на средства Маргариты Лазаревны Гольдшмидт-Бродской (дочери миллионера Лазаря Бродского) для обустройства специального дневного приюта (детсада) для еврейских девочек.
На пересечении с улицей Почайнинской существовала Введенская церковь, которая ныне восстанавливается.

## Важные учреждения
- КП „Киевская городская больница ветеринарной медицины” (дом № 13-А)
- Киевское областное управление юстиции (дом № 5/2)
- Дошкольное учебный Учреждение № 676 «Солнышко», для детей с проблемами речи (дом № 30)
- Центральная санитарно-эпидемиологическая станция МОЗ Украины (дом № 41)

## Транспорт
- Станция метро «Контрактовая площадь»
- Автобус 72
- Маршрутное такси 514

## Почтовый индекс
04071